# Heliconius thamar
Heliconius thamar är en fjärilsart som beskrevs av Jacob Hübner 1806/19. Heliconius thamar ingår i släktet Heliconius och familjen praktfjärilar. Inga underarter finns listade i Catalogue of Life.